# جزیره آشوب: جهان گمشده
جزیره آشوب: جهان گمشده (انگلیسی: Chaos Island: The Lost World) بازی ویدئویی استراتژی هم‌زمان برای رایانه شخصی است که به‌وسیلهٔ دریم‌ورکس اینتراکتیو ساخته و عرضه شده و مبتنی بر فیلم ۱۹۹۷ جهان گمشده: پارک ژوراسیک است. این بازی در ۳۰ اکتبر ۱۹۹۷ در آمریکای شمالی منتشر شد.